# Enumclaw (Washington)
Enumclaw je grad u američkoj saveznoj državi Washington. Prema popisu stanovništva iz 2010. u njemu je živjelo 10.669 stanovnika.